# Cinéma saoudien

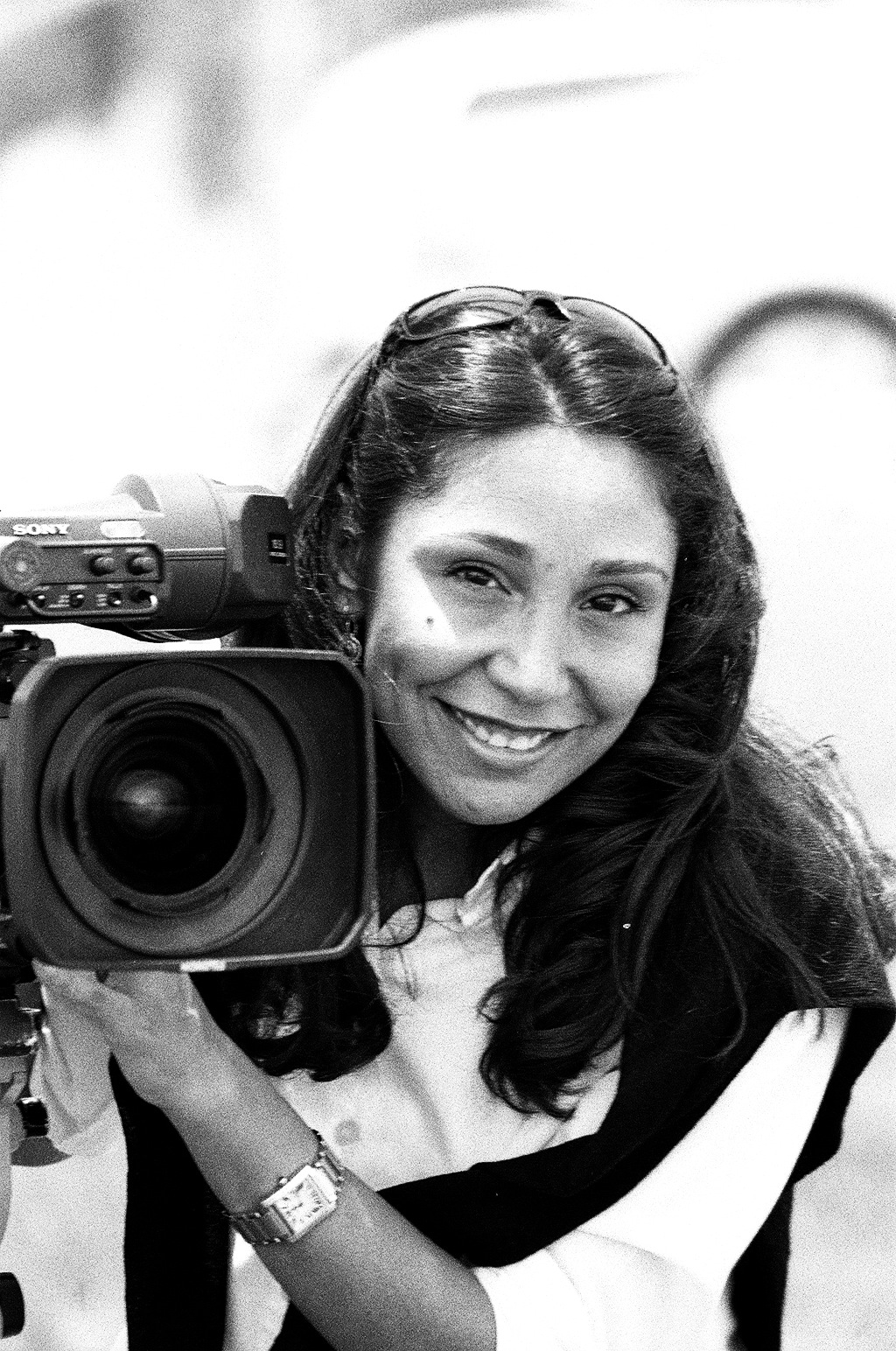
Haifaa al-Mansour.

Le cinéma saoudien est relativement peu développé, puisque les salles de cinéma y ont été interdites de 1983 à 2018.
L'Arabie saoudite est un pays très conservateur, et, bien qu'il n'y ait pas légalement de cinémas dans le royaume, au sens de lieu public de diffusion, de nombreux Saoudiens regardent, dans le cadre familial, des films par la télévision satellitaire, internet, ou bien regardent des DVD et des cassettes vidéo. La seule exception est un cinéma IMAX qui se trouve à Khobar dans le musée des sciences Scitech.
En 2006, seuls deux longs métrages et un documentaire avaient été réalisés en Arabie saoudite.
La réouverture d'un premier cinéma en 2018 à Riyad, a déclenché la critique du mufti d'Arabie saoudite. 

## Historique
Dans les années 1970, quelques salles de cinéma existaient en Arabie saoudite, mais ont été fermées en 1983 par les chefs religieux.
En 2006, Keif al-Hal?, premier film réalisé en Arabie saoudite, a été tourné aux Émirats arabes unis, et l'actrice principale est jordanienne. Le film a provoqué de nombreux débats dans le pays, concernant la position du pays sur le cinéma, les salles de cinéma, et les films.
La même année, le court-métrage/documentaire Cinéma 500 km, dirigé par Abdullah Al-Eyaf, tourné principalement à Bahreïn, traite de l'interdiction des salles de cinéma dans le pays : un jeune fan de films arabes qui se rend à Manama pour voir une salle de cinéma, puisqu'il n'y en a aucune en Arabie saoudite. Il a obligé les médias à éclaircir leurs positions sur le sujet : spectacle audiovisuel, télévision, représentation, reportage, fiction.
Le 6 février 2013, le film Wadjda, premier long métrage officiel produit par le pays, est accueilli dans les salles françaises. Cette œuvre, réalisée par Haifaa al-Mansour est la première à être produite en Arabie saoudite. Ce premier film, réalisé par une femme, se veut à la fois paré d'humour et d'ironie mais aussi critique envers le fondamentalisme religieux de son pays d'origine.
Le film dépeint la vie de Wadjda, douze ans, une jeune fille qui habite dans une banlieue de Riyad, capitale de l’Arabie saoudite. La jeune fille grandit dans un milieu conservateur, ce qui ne l'empêche pas d'être pleine de vie mais aussi de porter jeans et baskets, d'écouter du rock et ne rêver que d’une chose : s’acheter le beau vélo vert pour faire la course avec Abdallah. Mais son rêve se voit difficile d'accès, car les bicyclettes ne sont réservées qu'aux garçons car elles pourraient nuire aux vertus des filles.
La mère de Wadjda ne lui prêtera pas la somme nécessaire à l'achat du vélo. Mais la jeune fille est réellement déterminée à trouver l’argent nécessaire à l'achat, par ses propres moyens. Wadjda décidera alors de participer à un concours de récitation coranique organisé par son école pour remporter la somme d'argent que promet le premier prix.
En 2017, dans le cadre d'un plan de réformes économiques et sociales soutenu par le prince héritier Mohammed ben Salmane, l'Arabie saoudite annonce la réouverture de cinémas à partir de 2018, après trente-cinq ans d’interdiction. Alors que ce n'était qu'un projet, le mufti d'Arabie saoudite s'était insurgé, estimant que cela encourageait la « dépravation » car favorisant la mixité. 
Le premier cinéma ouvre le 18 avril 2018 à Riyad. La société américaine AMC Entertainment est chargée de l'exploitation de la salle. Au total, ce seront 40 cinémas qui seront ouverts dans 15 villes saoudiennes au cours des cinq prochaines années.

## Films saoudiens
- Wadjda (2012)
- I Don' Wanna (2008)
- Shadow (2008)
- Three Men and a Woman (2008)
- According to Local Time (2008)
- Sunrise/Sunset (2008)
- Last Day (2008)
- Project (2008)
- Cinéma à 500 km (2006)
- Keif al-Hal? (2006)
- Femmes sans ombre (Nissa Bila Thil - 2006)
- Les Ombres du silence (Dhilal al Sammt - 2004)
- 2024 : L'Alarme de Khaled Fahed

## Films tournés en Arabie saoudite
- Exile Family Movie (Autrichien - 2006)
- Le Grand Voyage (Français - 2004) - partiellement tourné à La Mecque
- Malcolm X (Americain - 1992) - le premier film non documentaire autorisé au tournage à La Mecque
- Astrolab 22 (France - 1985)
- Le Schiave Esistono Ancora (Italien - 1964)

## Réalisateurs saoudiens
- Abdullah Al-Eyaf
- Haifaa al-Mansour
- Mohammad Aldhahri
- Mohammad Al Khalif
- Abdulmuhsin Almutairi
- Hussam Alhulwah
- Mohammed Alhamoud
- Abdulmohsen Al-Dhabaan
- Nawaf Almuhanna

## Acteurs saoudiens
- Hind Mohammed
- Abdullah Al-Sarhan
- Nasir Al-Gasabi
- Habib Al-Habib
- Yusof Al-Jarrah
- Mohammed Baksh
- Mushari Hilal